# Debian
Дебијан је оперативни систем настао као ГНУ/Линукс дистрибуција 1993. Он је ГНУ дистрибуција, која долази са Линукс језгром или језгром система FreeBSD. Дебијан садржи искључиво слободни софтвер, али Дебијан заједница такође подржава неслободне пакете програма, за које тврде да нису део Дебијан сисетма. Конфигурисан је за 11 различитих архитектура. Поред система за инсталирање и ажурирање софтвера APT, Дебијан садржи и многе алате за сигурносне аспекте система и његово уређење. Често се користи за сервере, али је популаран и за радне станице (desktop). Нуди огроман број програма и програмских пакета.
Дебијан је потпуно демократски организован, у рукама заједнице, и све одлуке се доносе у јавности.
Један од његових деривата је Serbian GNU/Linuks.

## Издања
Тренутно (август 2021. године) најсвежије стабилно издање дистрибуције Дебиан је 11.0, кодног имена Bullseye. Када се појави ново издање претходна стабилна (stable) верзија се означава као oldstable.
- 11.0 - Bullseye, издат 14. августа 2021.
- 10.0 - Buster, издат 6. јула 2019.
- 9.0 - , издат 17. јуна 2017.
- 8.0 - , издат 25. априла 2015.
- 7.0 - , издат 4. маја 2013.
- 6.0 - , издат 6. фебруара 2011.
- 5.0 - , издат 14. фебруара 2009.
- 4.0 - , издат 8. априла 2007.
- 3.1 - , издат 6. јуна 2005.
- 3.0 - , издат 19. јула 2002.
- 2.2 - , издат 15. августа 2000.
- 2.1 - , издат 9. марта 1999.
- 2.0 - , издат 24. јула 1998.
- 1.3 - , издат 2. јуна 1997.
- 1.2 - , издат 12. децембра 1996.
- 1.1 - , издат 17. јуна 1996.